# Banasa (hémiptère)
Pour le site archéologique au Maroc, voir Banasa.
Genre
Banasa est un genre d'insectes hétéroptères (punaises) appartenant à la famille des Pentatomidae.

## Espèces rencontrées en Amérique du Nord
- Banasa calva (Say, 1832)
- Banasa dimiata (Say, 1832) - punaise du cormier
- Banasa euchlora Stål, 1872
- Banasa grisea Ruckes, 1957
- Banasa herbacea (Stål, 1872)
- Banasa induta Stål, 1860
- Banasa lenticularis Uhler, 1894
- Banasa packardii Stål, 1872
- Banasa rolstoni Thomas & Yonke, 1981
- Banasa sordida (Uhler, 1871)
- Banasa subcarnea Van Duzee, 1935
- Banasa tumidifrons Thomas & Yonke, 1981